# Fionn O’Shea

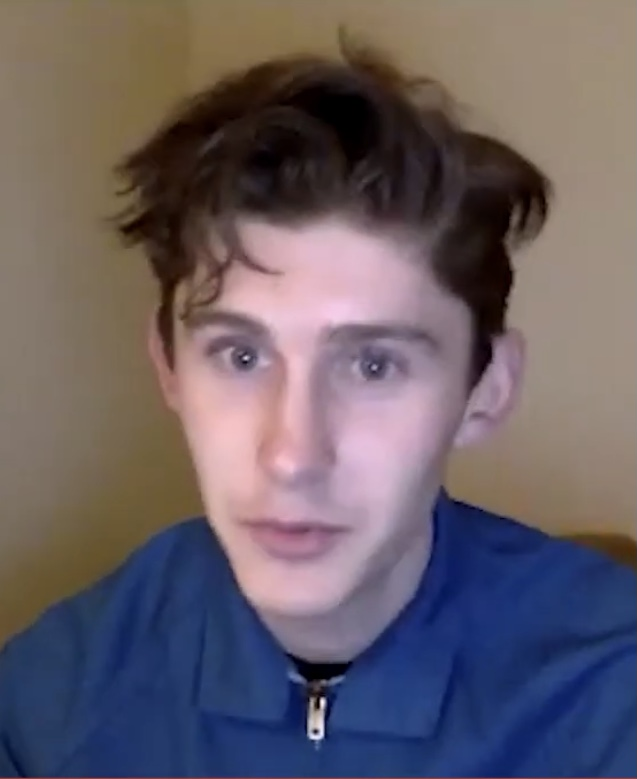
Fionn O’Shea, 2022

Fionn O’Shea (* 2. Januar 1997 in Dublin) ist ein irischer Filmschauspieler.

## Leben
Fionn O’Shea wurde 1997 in Dublin geboren und ist dort aufgewachsen.
Eine erste Hauptrolle in einem Film erhielt er in Handsome Devil von John Butler, der im September 2016 im Rahmen des Toronto International Film Festivals seine Premiere feierte und im April 2017 in die irischen Kinos kam. In der Fernsehserie Normal People, die auf dem gleichnamigen Roman von Sally Rooney basiert und im April 2020 bei BBC3 und auf Hulu veröffentlicht wurde, spielte er Jamie, einen völlig versnobten, jungen Mann und ein absoluter Sadist in sexueller Hinsicht. In der Tragikomödie Dating Amber von David Freyne spielt er einen jungen Mann, der eine Beziehung mit seiner Mitschülerin vorspielt, um an der Schule und in der Familie nicht weiter die Spekulationen über seine Homosexualität zu befeuern. Auch in dem romantischen Filmdrama Lilies Not for Me von Will Seefried spielt O’Shea einen Schwulen.
Zukünftige Engagements sind die Nebenrolle von Arnold in Cherry von Anthony und Joe Russo und eine Hauptrolle in dem Mystery-Thriller Wolf von Nathalie Biancheri.
Im Rahmen der Berlinale 2021 wurde O’Shea als European Shooting Star ausgezeichnet.

## Filmografie (Auswahl)
- 2007: Der Neue (New Boy, Kurzfilm)
- 2009–2012: Roy (Fernsehserie, 24 Folgen)
- 2016: Handsome Devil
- 2016: Jadotville
- 2018: Hang Ups (Fernsehserie, 6 Folgen)
- 2019: Niemandsland – The Aftermath (The Aftermath)
- 2020: Der Brief für den König (The Letter for the King, Fernsehserie, 5 Folgen)
- 2020: Normal People (Fernsehserie, 5 Folgen)
- 2020: Dating Amber
- 2021: Cherry – Das Ende aller Unschuld (Cherry)
- 2021: Wolf
- 2024: Lilies Not for Me

## Auszeichnungen
Irish Film and Television Award
- 2018: Nominierung als Bester Hauptdarsteller (Handsome Devil)
- 2018: Nominierung für den Rising Star Award (Handsome Devil)